# Comitê Betinho
Ação da Cidadania Comitê Betinho é uma organização não-governamental do Brasil, com sede em São Paulo.

Foi fundada em novembro de 1993, inspirada na Ação da Cidadania contra a Fome, a Miséria e pela Vida, idealizada pelo  sociólogo Herbert de Souza, o Betinho. 

As atividades destinam-se a apoiar, divulgar e financiar projetos que contribuem para seu principal objetivo: melhorar as condições de vida das pessoas que encontram-se em situação de exclusão social.

Originada como mobilização dos então funcionários do Banco do Estado de São Paulo, Banespa, com objetivo de contribuir na busca de soluções para questões da fome e da miséria mediante a participação cidadã, tem na atualidade integrantes, colaboradores e parceiros para além do sistema bancário que, mensalmente ou esporadicamente contribuem financeiramente com a entidade.

## Um pouco da história
A Ação da Cidadania Comitê Betinho realizou sua primeira iniciativa em 1993, com o projeto “Natal Sem Fome”. Na época, centenas de cestas básicas foram compradas com a doação de tíquetes-refeição dos funcionários do antigo banco e os  alimentos foram distribuídos  à entidades assistenciais.
Ainda em 1998, iniciou parceria para construção de cisterna de placas no sertão de Pernambuco, amenizando a situação de brasileiros que convivem com a seca. De 1998 a Junho de 2015 a Ação da Cidadania destinou recursos para construção de 531 reservatórios de água potável que beneficiam mais de 2 mil pessoas no semi árido brasileiro.
Em novembro de 2013 o Comitê Betinho inaugurou mais uma brinquedoteca em uma escola pública na zona sul da capital(ao todo somam mais de 50) e entregou 32 cisternas para famílias residentes na região do agreste baiano.

## Financiamento a projetos
O Comitê Betinho financia a realização de cursos profissionalizantes, ações voltadas para a saúde, para a educação, meio-ambiente, na defesa dos direitos das crianças e dos adolescentes. Distribui cestas básicas para entidades cadastradas e é pioneiro em São Paulo no apoio à construção de cisterna de placas (recipientes para coletar águas das chuvas) no nordeste brasileiro.

## Prêmios e Reconhecimentos
- 2013: Homenagem da FUNDAÇÃO ABRINQ pelo apoio aos projetos que ela desenvolve.
- 2012: Vencedor na categoria “Ação Social” no 17º Prêmio Nacional de Seguridade Social concedido pela ABRAPP ((Associação Brasileira das Entidades de Previdência Complementar).[8]
- 2010: Honra ao Mérito pela Câmara Municipal de Manari/PE, por ações no município, dentre elas a construção de cisternas e parceria com a Pastoral da Criança.
- 2008: Finalista na categoria “Instituição” do prêmio de Direitos Humanos concedido pela Anamatra (Associação Nacional dos Magistrados da Justiça do Trabalho).[9]
- 2004: Prêmio Racine 2004, concedido pelo Grupo Racine, por ação social na área de saúde, pelo projeto “Brincar é coisa séria”, que realizou a construção de brinquedotecas na rede pública de saúde em São Paulo.[10]
- 1999: Troféu COEP, categoria “Mobilização”, concedido pelo Fórum de Empresas Públicas e Privadas, pela parceria no projeto Ação e Cidadania. Prêmio Betinho de Cidadania, Diploma de Mérito pela Câmara Municipal de São Paulo, por sua luta em defesa dos Direitos Humanos e Cidadania.

## Diretoria eleita para o Triênio 2019 a 2021.
Todos os diretores atuam voluntariamente e não têm verba de representação.
| Diretor Presidente         | José Roberto Vieira Barboza     |
| Diretor Vice - Presidente  | José Osmar Boldo                |
| Diretor Jurídico           | Reinaldo Armando Pagan          |
| 1º Secretário              | Sandra Regina de Miranda        |
| 2º Secretário              | Telma Aparecida Guelpa Clemente |
| 1º Tesoureiro              | Wilson Norberto Kaape           |
| 2º Tesoureiro              | Osvaldo Lopes Basílio           |
| 1º Conselho Fiscal-Titular | Floriano Rozanski               |
| 2ª Conselho Fiscal-Titular | Paulo Eduardo Alves Teixeira    |
| 1º Suplente Fiscal         | João Sagres Sobrinho            |
| 2º Suplente Fiscal         | Antonio Carlos Dias             |

## Diretoria do Triênio 2015 a 2018.
Todos os diretores atuam voluntariamente e não têm verba de representação.
- José Roberto Vieira Barboza - Diretor Presidente
- José Osmar Boldo - Diretor Vice - Presidente
- Reinaldo Armando Pagan - Diretor Jurídico
- Wilson Norberto Kaape -1ª Secretario
- Antonio Carlos Dias -  2º Secretario
- Paulo Eduardo Alves Teixeira -1º Tesoureiro
- Osvaldo Lopes Basílio -  2º Tesoureiro
- Floriano Rozanski -  1º Conselheiro Fiscal-Titular
- Sandra Regina de Miranda - 2ª Conselheira Fiscal-Titular
- Roberto Paulino da Silva - 1º Suplente Fiscal
- João Sagres Sobrinho -  2º Suplente Fiscal .